# اکندو

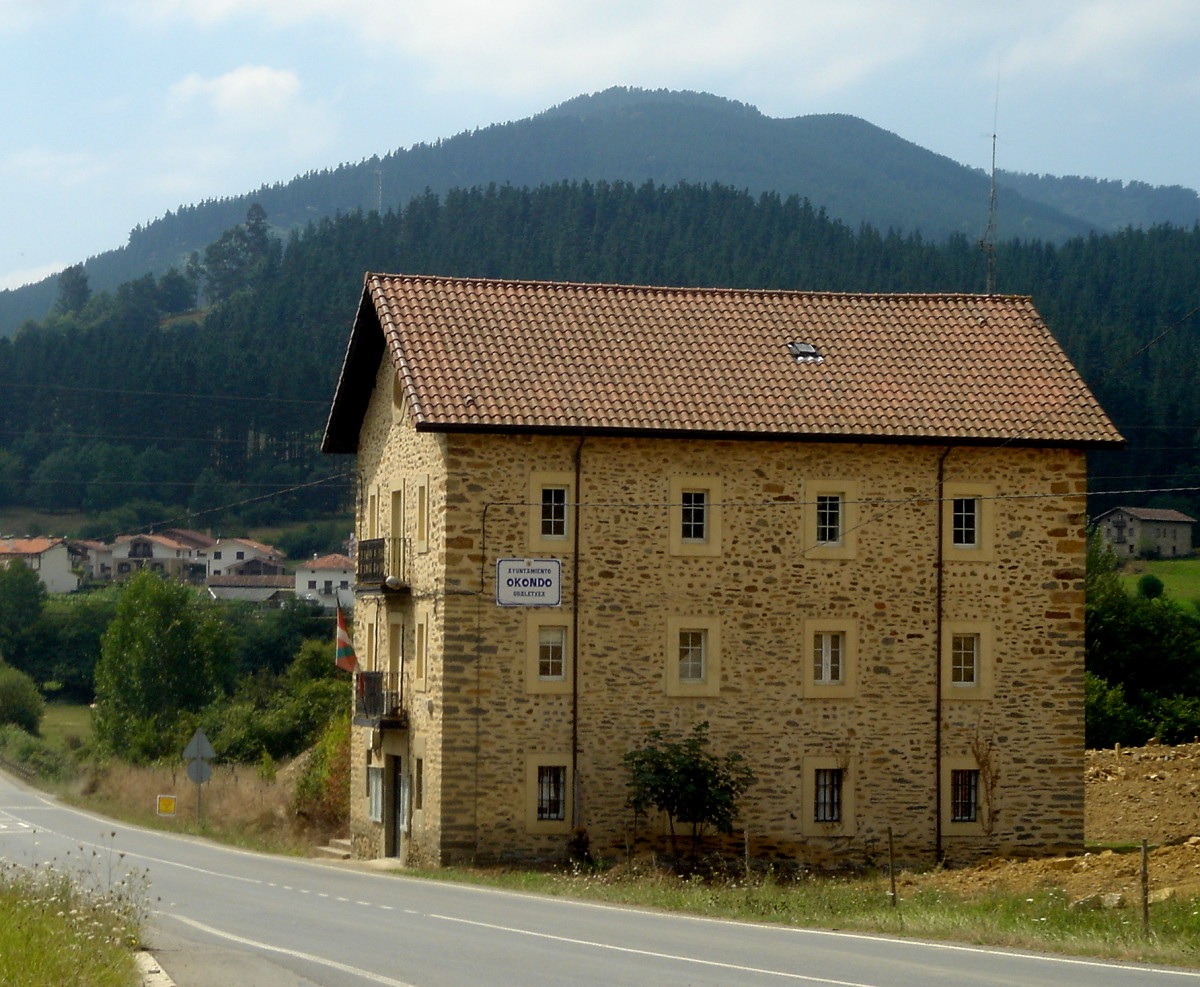
نمایی از ساختمان «تالار شهر» اُکُندو در آلابا - ۲۰۰۸

اُکُندو دهستانی در استان آلابای اسپانیا است.
در این دهستان ۱۰۳۲ نفر زندگی می‌کنند. مساحت این دهستان ۲۹,۸۱ کیلومتر مربع است.

## مراجع
- نام، جمعیت و مساحت از درگاه ملی آمار (اسپانیا) گرفته شده است.